# Kasteel van Guermantes
Het Kasteel van Guermantes (Frans: Château de Guermantes) is een kasteel in de Franse gemeente Guermantes. Het kasteel is een beschermd historisch monument sinds 1944.